# Miguel Ondetti
Miguel Angel Ondetti (14 de maio de 1930 — 23 de agosto de 2004) foi um químico argentino naturalizado estadunidense.
Foi o primeiro a sistetizar o captopril, o primeiro inibidor da enzima de conversão da angiotensina, usado no tratamento de doenças cardíacas.